# Epipagis hilarodes
Epipagis hilarodes là một loài bướm đêm trong họ Crambidae.